# 운봉수향낭
운봉수향낭(雲鳳繡香囊)은 구름 위를 나르는 봉황을 수놓은 향주머니이다. 수향낭에는 매미ㆍ박쥐ㆍ나비ㆍ포도ㆍ십장생 등을 수놓아 부귀와 장수등을 기원하였다. 크기에 따라 침실용 벽걸이 향낭, 옷고름에 차고 다니는 향낭 등이 있다.
운봉수향낭은 크기가 14.5×21cm로 큰 것에 해당하는 침실용 벽걸이다. 바로 위는 박쥐 매듭이 있는데 11.5×6.8cm이며, 그 위의 끈은 23.5cm이며, 양옆에서 길이 49cm의 15개 매듭술을 아래로 내려 뜨렸다. 운봉수향낭의 형태는 쌍봉을 중심으로 위에는 나비, 아래에는 연잎 6개가 있다. 중앙의 원안에 있는 쌍봉 2마리는 서로 머리를 마주보고 날개를 활짝 펴고 날고 있으며, 주위에는 구름이 있다. 원은 3줄을 둘러 마무리하였다. 큰 나비는 날개를 펼쳐 원을 향하여 날고 있으며, 하단의 연잎 6개가 쌍봉을 떠받치고 있는 형상이다. 연잎 5개안에는 복과 다산을 상징하는 박쥐 5마리가 있는데 형태는 다 다르다. 중앙의 원안에 있는 박쥐는 날개를 펴고 봉을 향하고 있고, 다른 4마리의 박쥐는 중앙의 박쥐를 향하여 날고 있는데 품위와 고상함을 갖는 아름다운 박쥐들이다. 중앙의 박쥐문 아래에 있는 연잎 안에는 불로초문이 있다. 홍색 불로초에 흰색을 섞어 생동감을 살렸다. 색깔은 연두색ㆍ청색ㆍ홍색ㆍ진고동ㆍ주황ㆍ옥색ㆍ연고동ㆍ흑색ㆍ백색 등 많은 색을 썼으나 색의 배합이 매우 고상하다. 백색 공단에 평수, 자련수, 매듭수의 각종 기법을 잘 구사하고 있다.
현존 향낭 중에서 그 규모가 제일 큰데, 이것은 왕실용으로 침상의 벽면에 장식했던 것이라고 한다. 제작연대는 19세기로 전하고 있다. 자수는 복식 유물과 같이 수놓은 바탕 옷감과 수실에 한계가 있어 장기보존이 극히 어려운 실정인데, 잘 보존되어 있을 뿐 아니라 왕실 침실용 벽걸이었다는 점에서도 중요민속자료로서 중요한 가치를 지니고 있다.